# Xóm Thien Quân
Xóm Thien Quân is een plaats in het Vietnamese district Trảng Bom, provincie Đồng Nai. Xóm Thien Quân ligt ongeveer 14 kilometer oostelijk van de stad Biên Hòa en behoort tot Bắc Sơn.